# Ikuzo Sakurai

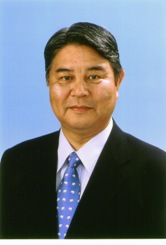
Retrato de Ikuzo Sakurai.

Ikuzo Sakurai (桜井 郁三 Sakurai Ikuzō?,  (10 de abril de 1944 - 10 de febrero de 2013) fue un político japonés del Partido Liberal Democrático, miembro de la Cámara de Representantes en la Dieta (legislatura nacional). Nacido en Fujisawa, Kanagawa y graduado de la Universidad de Nihon, fue elegido miembro de la Cámara de Representantes por primera vez en 1996 después de servir en la asamblea de la ciudad de Fujisawa por cuatro términos. Perdió su asiento en 2000, pero fue reelegido tres años después. Sakurai falleció a causa de síndrome de disfunción multiorgánica en un hospital en Shinjuku, Tokio el 10 de febrero de 2013.